# Natalie Galea
Natalie Galea (ur. 2 lipca 1973) – australijska judoczka. Olimpijka z Atlanty 1996, gdzie zajęła piętnaste miejsce w wadze półciężkiej.
Uczestniczka mistrzostw świata w 1995 i 1997. Startowała w Pucharze Świata w 1995 i 1999. Zdobyła cztery medale na mistrzostwach Oceanii w latach 1994 - 2000. Mistrzyni Australii w 1994, 1995, 1996, 1997 i 1999 roku.

## Letnie Igrzyska Olimpijskie 1996
| Konkurencja | Eliminacje            | Klas. końcowa |
| Konkurencja | Przeciwnik I          | Miejsce       |
| ----------- | --------------------- | ------------- |
| 72 kg       | Francis Gómez (VEN) P | 15.           |